# Terminátor (film)
Terminátor je americký sci-fi snímek z roku 1984, který režíroval James Cameron. Scénář sepsali James Cameron, Gale Anne Hurd a William Wisher.
Původně malý a levný snímek je dnes považován za jeden z nejvýznamnějších filmů osmdesátých let a za legendu mezi sci-fi. Hlavní roli terminátora ztvárnil Arnold Schwarzenegger. Tento snímek přinesl režisérovi Jamesi Cameronovi celosvětovou proslulost.

## Děj filmu
Do Los Angeles roku 1984 přijíždějí odděleně dva muži, kteří cestovali časem z roku 2029. Jeden z nich je kybernetický zabiják známý jako Terminátor, naprogramovaný k lovu a zabití ženy jménem Sarah Connorová. Druhým je lidský voják Kyle Reese, který má v úmyslu ho zastavit. Oba kradou zbraně a oblečení. Terminátor systematicky zabíjí ženy nesoucí jméno jeho cíle, protože si jejich adresy našel v telefonním seznamu. Poslední Sarah Connorovou, svůj skutečný cíl, vystopuje v nočním klubu, ale Reese ji zachrání. Dvojice ukradne auto a uteče, přičemž Terminátor je pronásleduje v ukradeném policejním autě.
Když se schovávají na parkovišti, Reese Sarah vysvětlí, že uměle inteligentní obranná síť známá jako Skynet, vytvořená společností Cyberdyne Systems, si v blízké budoucnosti uvědomí sama sebe a vyvolá globální jadernou válku s cílem vyhladit lidský druh. Sářin budoucí syn John shromáždí přeživší a povede úspěšné hnutí odporu proti Skynetu a jeho armádě strojů. Na pokraji vítězství odboje vyšle Skynet Terminátora zpět v čase, aby zabil Sarah a zabránil Johnovu narození. Terminátor je efektivní a neúprosný stroj na zabíjení s dokonalou schopností napodobovat hlas a robustním kovovým endoskeletem pokrytým živou tkání, který ho maskuje jako člověka.
Po dalším setkání s Terminátorem policie Reese a Sarah zadrží. Terminátor zaútočí na policejní stanici a při lovu na Sarah zabije policisty. Reese a Sarah uniknou, ukradnou další auto a uchýlí se do motelu, kde sestaví trubkové bomby a naplánují svůj další postup. Reese přiznává, že Sarah zbožňuje od chvíle, kdy ji viděl na fotografii, kterou mu dal John, a že z lásky k ní cestoval časem. Sarah jeho city opětuje, políbí ho, vyspí se spolu a počnou Johna.
Terminátor najde Sarah tak, že zachytí hovor určený její matce. Ona a Reese uniknou z motelu v pickupu, zatímco on je pronásleduje na motorce. Při následné honičce je Reese zraněn střelbou, zatímco hází na Terminátora trubkové bomby. Sarah srazí Terminátora z motorky, ale ztratí kontrolu nad náklaďákem, který se převrátí. Terminátor, nyní zakrvácený a těžce poškozený, unese cisternu a pokusí se Sarah srazit, ale Reese vhodí trubkovou bombu do roury na cisterně, což způsobí výbuch, který spálí maso z Terminátorova endoskeletu. Pronásleduje je do továrny, kde Reese aktivuje stroje, aby ho zmátl. Poslední trubkovou bombu mu vrazí do středu a za cenu svého života ho rozmetá na kusy. Jeho stále funkční torzo popadne Sarah, ale ta se osvobodí a naláká ho do hydraulického lisu, který ho rozdrtí a nakonec zničí.
O několik měsíců později cestuje Sarah, která čeká Johna, po Mexiku a nahrává audiokazety, které mu chce předat. Na benzínové pumpě ji jeden chlapec vyfotí na polaroid a ona si ho koupí. Je to přesně ta fotografie, kterou John jednoho dne předá Reesovi.

## Obsazení
| Arnold Schwarzenegger | Terminátor               |
| Linda Hamilton        | Sarah Connor             |
| Michael Biehn         | Kyle Reese               |
| Earl Boen             | Dr. Peter Silberman      |
| Paul Winfield         | detektiv Ed Traxler      |
| Lance Henriksen       | detektiv Vukovich        |
| Bess Motta            | Ginger Ventura           |
| Rick Rossovich        | Matt Buchannan           |
| Franco Columbu        | Terminátor v budoucnosti |
| Shawn Schepps         | Nancy                    |
| Bill Paxton           | punker                   |
| Brian Thompson        | punker                   |

## Zajímavosti
- Ve filmu byla poprvé použita replika „Já se vrátím“ (anglicky „I'll be back“). Ta se od té doby objevila v několika dalších filmech s Arnoldem Schwarzeneggerem.